# Mark Norell
Mark A. Norell (ur. 26 lipca 1957 w Saint Paul) – amerykański paleontolog specjalizujący się w badaniu dinozaurów, zwłaszcza celurozaurów, oraz mezozoicznej fauny Azji.

## Życiorys
W 1980 otrzymał tytuł Bachelor of Science na Uniwersytecie Stanu Kalifornia w Long Beach, a w 1983 Masters of Science na Uniwersytecie Kalifornijskim w San Diego. Doktoryzował się na Uniwersytecie Yale w 1988. Jego praca doktorska dotycząca kladystyki oraz filogenezy aligatorów otrzymała nagrodę Johna Spangera Nicholsa dla najlepszej dysertacji. Rok później rozpoczął pracę w Amerykańskim Muzeum Historii Naturalnej na stanowisku kustosza działu skamieniałości, gadów, płazów i ptaków. Wraz z Michaelem Novackiem był kierownikiem wypraw paleontologicznych na pustynię Gobi skutkujących odkryciem licznych skamieniałości, które umożliwiły Norellowi przeprowadzenie szczegółowych badań dromeozaurów i troodontów.
Prowadził liczne ekspedycje do Azji, zwłaszcza północnych Chin i Mongolii, ale także Ameryki Południowej i Afryki, podczas których badał dinozaury pierzaste, prymitywne Avialae i dromeozaury. Opisał wówczas wiele dinozaurów, między innymi Anchiornis, Caudipteryx, Citipati, Dilong, Guanlong, Mei, Mononykus, Shuvuuia, Xiongguanlong. Badał również mezozoiczne azjatyckie gady z grupy Choristodera oraz jaszczurki.
Mark Norell jest członkiem kilku międzynarodowych towarzystw naukowych (Society of Vertebrate Paleontology, The Explorers Club, Willi Hennig Society). Książka Discovering Dinosaurs autorstwa Norella została nagrodzona przez czasopismo naukowe „Scientific American”, a w 2000 roku książka A Nest of Dinosaurs otrzymała nagrodę Orbis Pictus, przyznawaną przez National Council of Teachers.